# Sankt Georgsdagen
Sankt Georgsdagen, efter Sankt Georg eller Sankt Göran, är en årligen återkommande högtid den 23 april som firas av scouter världen över eftersom Sankt Göran är scouternas skyddshelgon. Det finns också en religiös högtid som firas i främst den katolska kyrkan den 23 april som Sankt Göran, se Đurđevdan.

## Sverige
Sankt Georgsdagen firas traditionellt i Sverige genom att scoutkårerna, var för sig, eller flera på samma ort samlas till en gemensam högtid i en kyrka där man bland annat kan dela ut märken. Syftet med firandet av högtiden är att erinra som scouternas lag och löfte, att främja kamratskapet och att göra scouter mer kända i samhället.